# Antinniemi (ö i Norra Savolax)
Antinniemi är en halvö i Finland. Den ligger i sjön Kiltuanjärvi och i kommunen Sonkajärvi i den ekonomiska regionen  Övre Savolax   och landskapet Norra Savolax, i den centrala delen av landet, 400 km norr om huvudstaden Helsingfors.